# Théâtre des Folies-Dramatiques
El Théâtre des Folies-Dramatiques és un antic teatre parisenc construït al Boulevard du Temple l'any 1830 al lloc de l'antic Ambigu destruït pel foc el 1827. El seu primer director va ser el dramaturg Leopold Chandezon.
Es va convertir en una meca de melodrama sota l'empenta de Frédérick Lemaître, es va traslladar en 1862 a la rue de Bondy (actualment carrer René Boulanger) i aviat s'especialitza en l'opereta. Charles Lecocq ofereix La Fille de Madame Angot en 1873, Robert Planquette Les Cloches de Corneville en 1877, Jacques Offenbach La Fille du tambour-major en 1879 i André Messager La Béarnaise en 1887.
El 1930, el teatre es va transformar en cinema.
Tota l'obra Frédérick o l'avinguda del crim d'Eric-Emmanuel Schmitt té lloc al Teatre dels folies dramàtics, a l'escenari, darrere de les escenes, a casa, als vestidors.